# Fejérvári István
Fejérvári István (Baromlak, ? – ?, 1688) orvos.
A Komárom megyei Baromlakról származott. 1683–1684-ben Teleki Mihály kancellár költségén Leidenben tanult, s 1684-ben orvosdoktor lett. Erdélyben híres orvos volt. 1688-ban a nászéjszakáján halt meg.
Műve: Dissertatio inaug. medica de scorbuto. Lugd. Batav., 1684. (Teleki Mihálynak van ajánlva.) Fennmaradt 1681. júliusából kelt kötelezvénye, amelyben a külföldi tanulmányok finanszírozása fejében vállalja, hogy hazatér és orvosként Teleki Mihály és családja szolgálatába szegődik.